# Angels With Dirty Faces (album de Sugababes)
Angels with Dirty Faces este al doilea album de studio al grupului muzical britanic Sugababes, lansat sub un nou contract cu Island Records pe 26 august 2002. Albumul s-a dovedit a fi un succes, în special regional, atingând locul 2 în UK Album Chart și locul 3 în Irish Album Chart, ajungând în top 20 în majoritatea țărilor în care s-a clasat; în prezent, este cel mai bine vândut album al grupului, comercializându-se în 900.000 de exemplare numai în țara de origine.
Primele două lansări de pe album, „Freak like Me” și „Round Round”, au devenit șlagăre, atingând locul 1 în UK Singles Chart, locul 2 în Irlanda și locul 4 în Norvegia, acesta din urmă ajungând pe treapa a patra din clasamentul Romanian Top 100. A treia lansare de pe album a fost dubla față A „Stronger”/„Angels with Dirty Faces” ce s-a bucurat de un succes mic în afara unor țări din Europa de Vest, inclusiv Regatul Unit. Ultimul single, ce conține o mostră din piesa „Shape of My Heart” a cântărețului Sting, a ratat top 10 în țara de origine și a fost primit în general cu recenzii negative de către criticii muzicali.
Albumul a fost înregistrat cu Heidi Range, înlocuind-o pe membra originală, Siobhán Donaghy. 